# Lophopodella thomasi
Lophopodella thomasi is een mosdiertjessoort uit de familie van de Lophopodidae. De wetenschappelijke naam van de soort is voor het eerst geldig gepubliceerd in 1904 door Rousselet.